# Лешно (Великопольське воєводство)
Лешно (пол. Leszno, нім. Lissa) — місто в західній Польщі між Вроцлавом та Познанню.

## Демографія
Демографічна структура станом на 31 березня 2011 року:
|          | Загалом | Допрацездатний вік | Працездатний вік | Постпрацездатний вік |
| -------- | ------- | ------------------ | ---------------- | -------------------- |
| Чоловіки | 30863   | 6138               | 21634            | 3091                 |
| Жінки    | 33767   | 5829               | 20487            | 7451                 |
| Разом    | 64630   | 11967              | 42121            | 10542                |